# Бентежна Ана
«Бенте́жна А́на» (ісп. Caótica Ana) — драма іспанського режисера Хуліо Медема. Прем'єра стрічки відбулася 24 серпня 2007 року в Іспанії. В Україні фільм транслювався у рамках фестивалю «Кіно без меж».

## Сюжет
Це — історія-подорож Ани протягом чотирьох років її життя, з 18 до 22 років. Зворотний відлік, 10, 9, 8, 7 … До 0, як під час гіпнозу, через який Ана дізнається, що вона не живе сама по собі, що її існування є продовженням життів інших молодих жінок. Всі вони померли неприродною смертю. Всі померли у віці 22 років і тепер живуть у безодні її підсвідомості. Це її хаос, це її бентежність. Говорячи словами режисера та автора сценарію стрічки, «Ана є принцесою та чудовиськом цієї феміністичної фабули проти тиранії білого чоловіка».

## Зйомки
Фільм знімався в Нью-Йорку, Аризоні, Мадриді, на Канарських та Балеарських островах.
«Бентежна Ана» стала порятунком для Хуліо Медема. Завдяки зйомкам цієї стрічки йому вдалося вийти з депресії, яку спричинила смерть його сестри Ани, що загинула в ДТП у 2000 році. Вона їхала на відкриття своєї власної виставки і залишила по собі «картини, написані воском, повні радості та кольору». За кермом машини був її брат Альваро. На честь сестри Хуліо назвав дочку, що невдовзі народилася, її іменем.

## У ролях
- Мануела Вельєс — Ана
- Шарлотта Ремплінг — Жюстін
- Бебе Ребольєдо — Лінда
- Ніколас Касале — Саїд